# Pascuas veronesas
Las Pascuas veronesas fueron un episodio de insurrección en la ciudad de Verona y sus alrededores contra las tropas de ocupación francesas, las cuales estaban dirigidas por el general Napoleón Bonaparte. También fueron llamadas así por semejanza con las Vísperas sicilianas. La revuelta estalló debido a la opresión francesa en la ciudad: durante la estancia francesa en Verona se produjeron confiscaciones de bienes a los ciudadanos y complots para intentar derrocar la administración local. Comenzó la mañana del 17 de abril de 1797, lunes de Pascua: la población hastiada consiguió dejar fuera de combate a más de mil soldados franceses, especialmente en las primeras horas de la batalla, mientras los soldados franceses intentaban refugiarse en los castillos de la ciudad, que posteriormente fueron asaltados. La insurrección terminó el 25 de abril de 1797 con el cerco de la ciudad por 15 000 soldados franceses: las consecuencias que la ciudad y los ciudadanos tuvieron que afrontar fueron principalmente el pago de enormes sumas de dinero y el saqueo de obras de arte y bienes.
La reconstrucción del curso exacto de los acontecimientos dio lugar a un debate y al nacimiento de algunas controversias, debido a las diferencias entre lo que relatan las fuentes veronesas y francesas, controversias que se han prolongado hasta el siglo XXI, afectando también al debate político local.

## Contexto histórico
Las Pascuas veronesas fueron un episodio del mayor movimiento de levantamientos antifranceses y antijacobinos, que estallaron en toda la península italiana de 1796 a 1814, junto con la lucha del Ejército de la Santa Fe que, dirigido por el cardenal Ruffo, logró la reconquista del Reino de Nápoles, las acciones de las bandas Viva María en Toscana y Liguria, y las victorias de Andreas Hofer en Trentino y el Alto Adigio. Estos levantamientos fueron numerosos, por lo que se trató de un fenómeno vasto: las estimaciones de los historiadores católicos hablan de al menos 280 000 insurgentes y 70 000 muertos.
Estas revueltas contra la dominación francesa, según la historiografía católica italiana, tuvieron como principal mecha la política religiosa francesa de inspiración jacobina, por tanto contraria a los valores sentidos como fundamentales por el componente más vinculado a la Iglesia católica en la sociedad italiana de ese período.

## Antecedentes

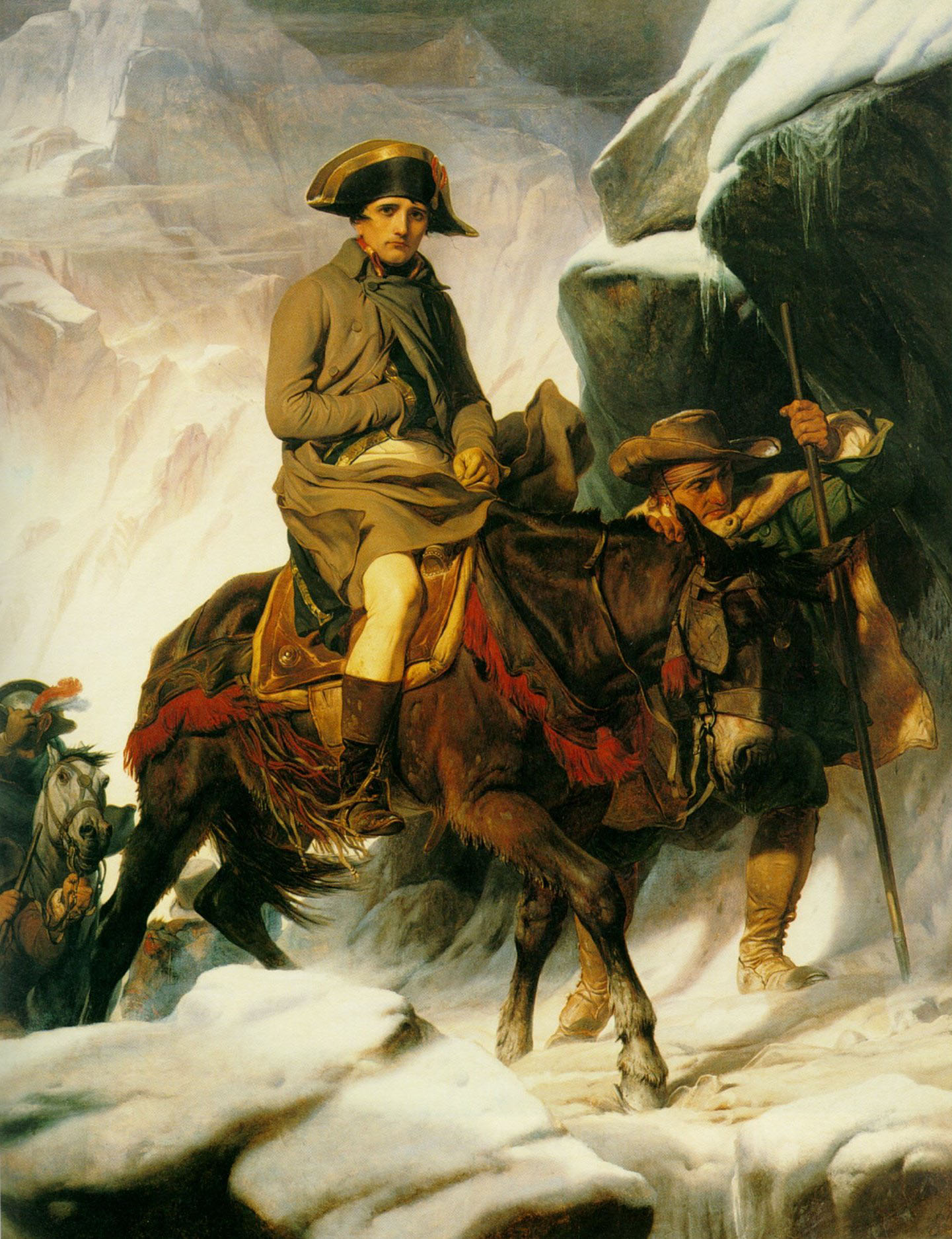
Paul Delaroche, Napoleón cruza los Alpes.

El objetivo de Napoleón, ya en la primavera de 1796, era completar la conquista de Lombardía, anexionando las provincias de Bérgamo y Brescia, que en ese momento formaban parte de la República de Venecia. De hecho, las tropas francesas, inicialmente acogidas con el compromiso de retirarse en poco tiempo, ya estaban presentes a finales de año en Brescia y Verona: así, en las dos ciudades, todavía bajo dominio veneciano, se crearon las condiciones para los acontecimientos del el año siguiente. En particular, los franceses llegaron a Verona el 1 de junio de 1796, ocupando los fuertes militares y algunos edificios para el descanso de las tropas, a pesar de que la República de Venecia había declarado su neutralidad. Las relaciones entre la población y los departamentos venecianos, por un lado, y las tropas francesas, por el otro, resultaron difíciles desde el principio. Bérgamo, por otra parte, todavía resistió la impetuosidad francesa.

### Los franceses en Bérgamo

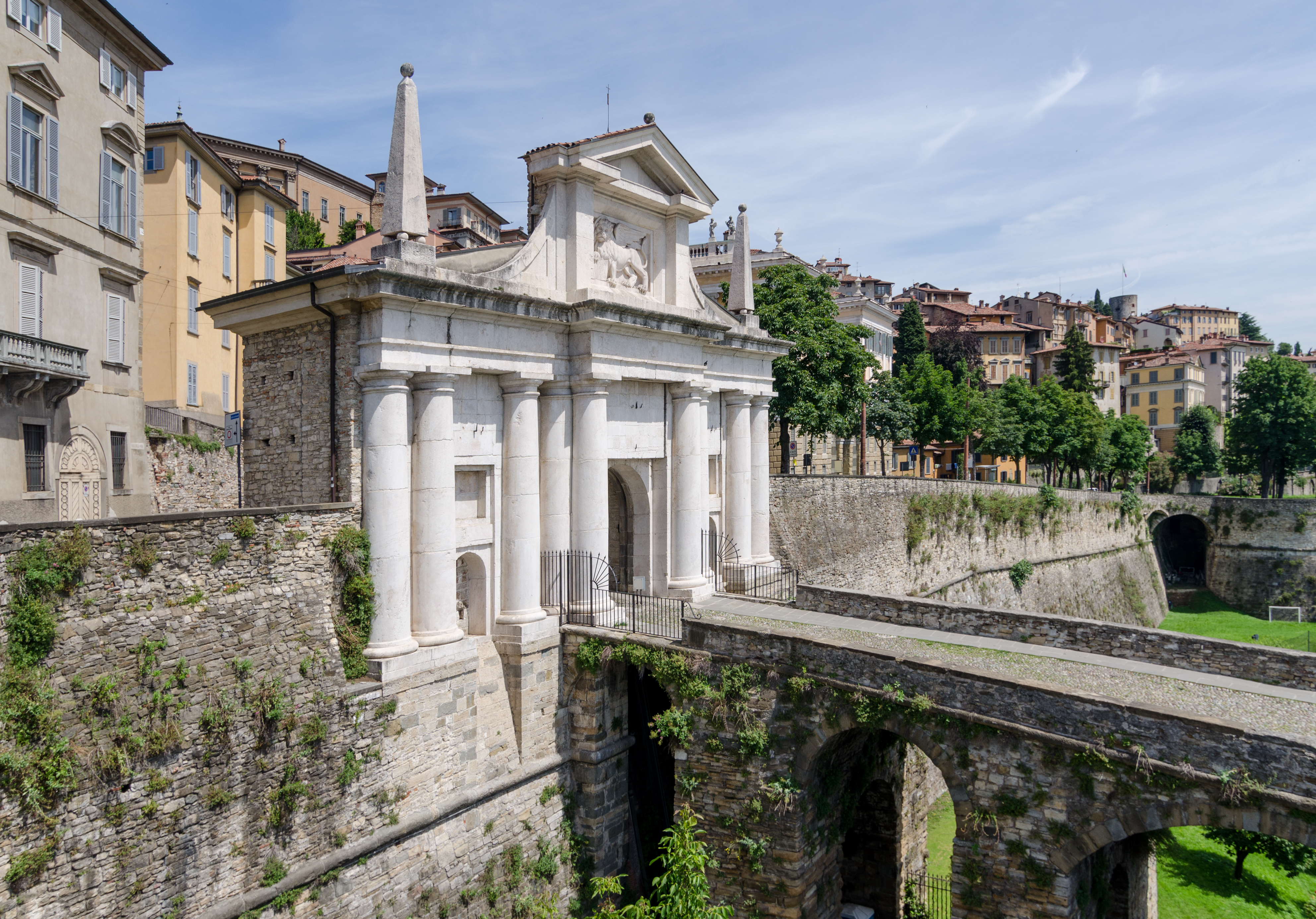
Porta San Giacomo, situada a en las murallas venecianas de Bérgamo

Alessandro Ottolini, alcalde de Bérgamo y patriota italiano que había ofrecido 10 000 hombres para la defensa de la «Nación Bergamasca». A finales de diciembre, se vio obligado a aceptar la solicitud del general Louis Baraguey d'Hilliers de preparar alojamiento para sus tropas dentro de la ciudad, ya que no tenía soldados y no podría resistir a las fuerzas francesas, y dado que la neutralidad veneciana, obviamente, no permitía un ataque.
A la llegada de las milicias francesas, Ottolini tenía cerrado el acceso al castillo, pero Baraguey d'Hilliers informó de que había recibido órdenes de guarnecer el castillo y la fortaleza, y que en consecuencia tendría que conceder a sus soldados la entrada a esos edificios: Al igual que los alcaldes de Brescia y Verona, Ottolini también se vio obligado a dar su consentimiento. Sin embargo, el general francés no quitó los estandartes de San Marco, dado que oficialmente esta ciudad también permaneció bajo control veneciano.
La siguiente fase del plan napoleónico preveía cambiar el régimen en toda la región dando el control de la Administración a los jacobinos lombardos, para que estos crearan una república que incluyera todos los territorios hasta Verona o, incluso, Padua, bajo influencia francesa. Cuando Ottoloni fue conocedor de esta información, avisó al provveditore Francesco Battaia, quien, mostrándose dubitativo a actuar con contundencia, le pidió que se asegurara de que la información era correcta. Ottoloni recurrió a un espía y, en poco tiempo, confirmó sus sospechas, si bien Battaia siguió optando por no intervenir.
La obra de «democratización». de Bérgamo fue iniciada por François Joseph Lefebvre, que sucedió a Baraguay d'Hilliers, ya que los jacobinos locales eran muy pocos. Napoleón recordó al general que la democratización debía parecer ser resultado de «la voluntad popular»: el general, mientras mantenía ocupado a Ottolini, convocó a una representación de los ciudadanos para declarar caducado el gobierno de la Serenísima. Protestaron, pero se vieron obligados a firmar. Al mismo tiempo, Ottolini había retirado algunas compañías militares de la provincia, acción que sirvió de pretexto para la ocupación de la ciudad. Bérgamo se convirtió oficialmente en la primera ciudad arrancada del dominio de Venecia por parte de los franceses, y Ottolini se vio obligado a abandonarla.

### Los franceses en Brescia

El castillo de Brescia, que cayó en manos de los revolucionarios el 18 de marzo de 1796.

El siguiente paso sería la democratización de Brescia. En este caso, incluso si la ciudad ya estaba bajo control parcial francés, la operación debería haber sido dirigida, al menos aparentemente, por los jacobinos de Lombardía, dado que en el caso de Bérgamo la acción francesa había sido demasiado evidente. El 16 de marzo, columnas de soldados compuestas en parte por jacobinos lombardos y en parte por soldados franceses partieron hacia Brescia. El alcalde, Giovanni Alvise Mocenigo, quiso atacar la columna enemiga, pero fue detenido por Battaia, preocupado por el posible uso de la fuerza.
Dos días después, doscientos hombres entraron en Brescia y, con la ayuda de los jacobinos locales, vencieron las pocas resistencias. La primera medida fue la expulsión de Battaia, que se refugió en Verona. A pesar de no gozar del favor de la población bresciana, los jacobinos lograron, con ayuda francesa, «democratizar» la zona, y el 28 de marzo también la ciudad de Crema. Sin embargo, no lo consiguieron en Val Trompia y especialmente en Valle Sabbia y en la Riviera occidental de Garda, que se preparaban para resistir ejércitos contra los franceses y los jacobinos de la ciudad.

### Las insurrecciones y el campo veronés
El provveditore Battaia llegó a Verona el 22 de marzo e inmediatamente reunió al consejo, al que también asistieron algunos jefes militares (el conde Pompei, Ernesto Bevilacqua, Antonio Maffei, Marcantonio Miniscalchi, Ignazio Giusti, Francesco Emilei) y Alessandro Ottolini. Durante el consejo, Maffei, Ottolini y Emilei trataron de convencer a los demás miembros de la importancia de reconquistar los territorios perdidos, sin darse cuenta de que en ese momento era más importante prever la defensa de la nación veronesa, previsible objetivo de los jacobinos. Battaia pidió precaución, pero el conde Emilei le recordó que la resistencia pasiva ya había provocado la pérdida de Brescia y que los ciudadanos de Verona estaban dispuestos a tomar las armas contra los jacobinos lombardos. Battaia, en cuanto se dio cuenta de que los presentes compartían la opinión de Emilei, cambió de opinión: por tanto, se decidió por unanimidad prever la defensa de las fronteras veronesas.
Inmediatamente se pusieron manos a la obra: Miniscalchi asumió el mando de la defensa a lo largo de la línea del lago de Garda, mientras que a Bevilacqua se le asignó el mando de la línea entre Villafranca di Verona y la frontera con Ferrara. Maffei estaba situado entre las dos líneas.

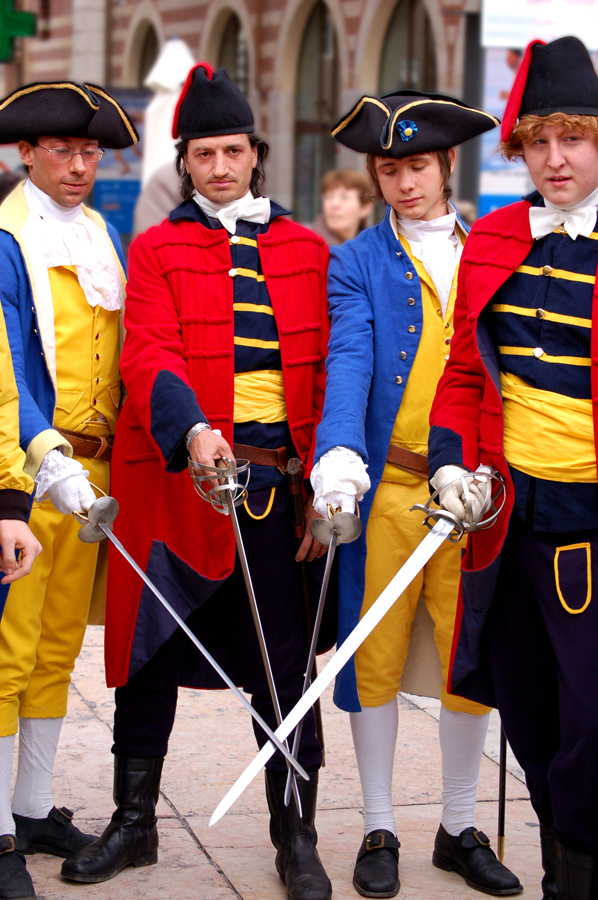
Recreación histórica: la Guardia Noble Veronesa con uniforme azul y dorado y los Schiavoni con uniforme rojo.

Al mismo tiempo, había regresado a Verona el conde Augusto Verità, que siempre había tenido excelentes relaciones con los franceses y, por tanto, se proponía garantizar la neutralidad francesa antes del enfrentamiento con los jacobinos. Luego se escribió y entregó la siguiente carta al general Antoine Balland (comandante de las tropas francesas en Verona):

La Nazione Veronese, in data 20 marzo 1797, per bocca dei legittimi rappresentanti i corpi della stessa, rappresenta al Cittadino Comandante le truppe francesi in questa che attrovandosi pienamente felice sotto il paterno ed amoroso Veneto Governo, non può che raccomandarsi alla magnanimità della Nazione Francese, onde nelle attuali circostanze sia preservata nella sua presente costituzione, dal quale sincero e costante sentimento ritirar giammai non la potrà che la forza.

En esencia, se solicitaba autorización para defender las fronteras veronesas de los atacantes; por tanto, el general se vio obligado a aceptar, ya que, de lo contrario, habría sido como formalizar la pérdida de la autoridad de la Serenísima sobre sus territorios. Bonaparte, que compartía la elección de Balland, informó al Senado veneciano que las tropas francesas no se involucrarían y que lamentaba lo sucedido en Bérgamo y Brescia. La respuesta de Balland suscitó una gran aprobación entre los veroneses por la defensa de su territorio.
Inicialmente los jefes militares fueron enviados a defender las fronteras con un pequeño número de soldados, pero las cernides, unidades militares venecianas, pudieron ofrecer 6 000 hombres, y también se sumaron numerosos voluntarios, en particular de Valpolicella.
El 23 de marzo llegó a Verona la noticia de que una expedición de 500 soldados jacobinos había partido de Brescia con destino a Peschiera del Garda o Valeggio sul Mincio: los oficiales y las tropas se apresuraron a tomar posiciones. Miniscalchi se dirigió a Colà, un pequeño pueblo situado sobre las colinas de Lazise, Giusti a Povegliano Veronese y Bevilacqua a Cerea, mientras que Maffei llegó a Valeggio, desde donde pudo comprobar que los enemigos aún no estaban a la vista y, por tanto, pudo redesplegar sus fuerzas con más orden. También se le unieron 24 soldados de infantería de Brescia y 40 jinetes croatas de Verona, junto con dos cañones. El 27 de marzo decidió enviar una fuerza de exploración. Mientras tanto, 1 500 voluntarios se habían reunido en Castelnuovo del Garda.

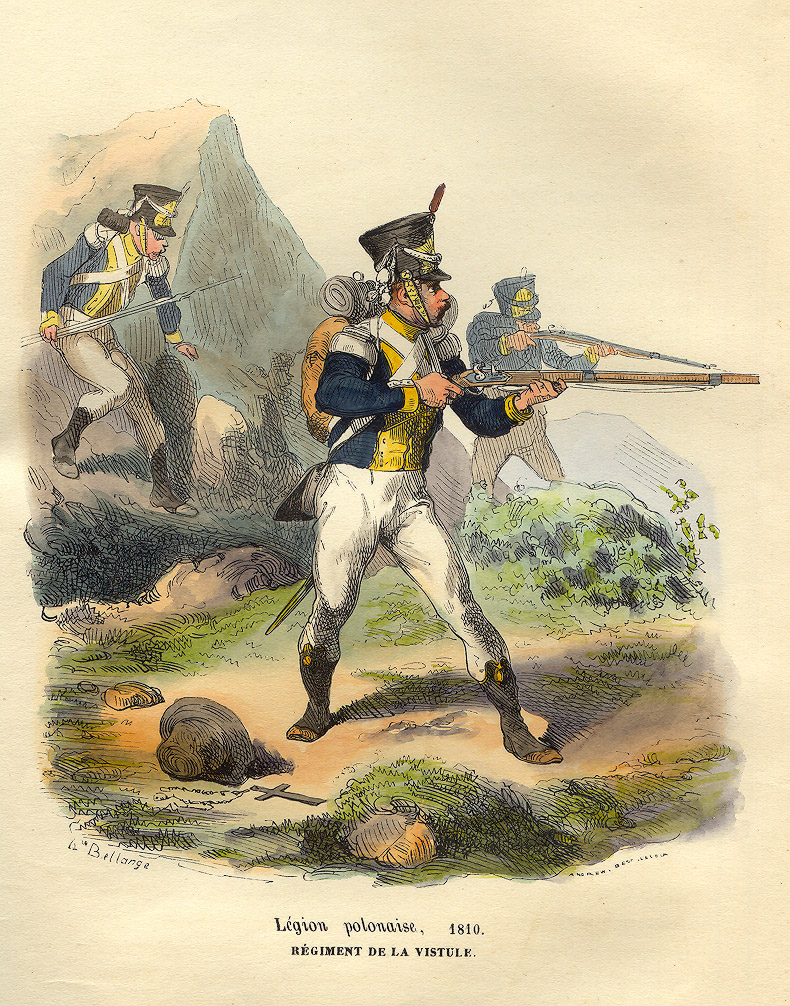
Uniforme y armamento de las tropas polacas al servicio de Francia, que el 29 de marzo se enfrentaron a los insurgentes en Villanova, cerca de Salò.

Las noticias de los movimientos de tropas en la zona de Verona llegaron a los valles de Bérgamo, donde estallaron numerosas revueltas contra los ocupantes. El 29 de marzo se levantó casi toda la zona montañosa de Bérgamo, hasta el punto de que los insurgentes, tras expulsar a los franceses, decidieron centrarse en Bérgamo. En los mismos días, en la zona de Brescia, la población de Salò se sublevó, instada a resistir por el propio Battaia, que prometió por carta el envío de municiones y de 80 dragones. La carta tuvo el efecto de entusiasmar a la población, que logró izar de nuevo la insignia del León de San Marco y hacer huir a los jacobinos de la ciudad. Poco después también se sublevaron los habitantes de Maderno y Toscolano, en el lado bresciano del Benaco y de Vobarno en Valle Sabbia. Mil hombres, entre ellos jacobinos lombardos, soldados polacos y franceses reunidos en Brescia, fueron enviados a Salò. Estos se enfrentaron a los insurgentes en Villanova, no lejos de la ciudad de Garda, pero ante la escasez de municiones pronto tuvieron que retirarse a Salò. Un segundo enfrentamiento fue ganado por los salodianos gracias al ataque por tres lados de los montañeses de Valle Sabbia: entre las tropas enemigas hubo 66 muertos y numerosos prisioneros, entre ellos algunos líderes de los jacobinos. Incluso las poblaciones de Val Trompia, en particular las del alto valle de las comunidades de Bovegno, Collio y Pezzaze, se habían levantado armadas y los franceses con sus aliados jacobinos fueron detenidos en Carcina, a las puertas de Val Trompia, donde lucharon ferozmente. y con numerosas muertes en ambos bandos.
Battaia, como había prometido, envió 80 dragones el 30 de marzo. Mientras tanto, los insurgentes de Calcinato y Bedizzole ahuyentaron a los jacobinos locales, desbloqueando así el camino a Salò para los dragones, que luego llegaron a la ciudad y capturaron a numerosos jacobinos que huían.
Mientras tanto, un ataque veronés contra Desenzano no tuvo éxito: las noticias de los exitosos levantamientos en los valles de Bérgamo y Brescia, en Lonato y Salò trajeron emoción a los territorios de la República de Venecia. Sin embargo, ese mismo día los franceses atacaron a los insurgentes que habían rodeado Bérgamo y al día siguiente se produjeron dos batallas más: una ganada por los franceses y otra por los insurgentes, que aún tuvieron que retirarse a las montañas y rendirse, dada la evidente superioridad francesa.
Maffei estaba decidido a marchar sobre Brescia, pero Battaia lo detuvo porque, según él, Francia podría utilizar la acción como pretexto para declarar la guerra a la Serenísima. Teniendo Maffei el apoyo de los representantes del gobierno veneciano en la ciudad, Iseppo Giovannelli y Alvise Contarini, tuvo luz verde para avanzar, pero con la orden de detenerse a diez millas de Brescia: las tropas marcharon cruzando el Mincio hasta acercándose a la ciudad que, junto con los insurgentes, estaba bloqueada por tres lados.
El general Charles Edward Kilmaine (de origen irlandés pero al servicio de Francia) reunió 7 000 hombres en Milán y partió hacia Brescia, atacando las aldeas insurgentes a lo largo del camino y obligándolos a rendirse. Mientras tanto, en Brescia, el general Landrieux amenazó a Maffei con disparos de cañón para llegar a Verona si no abandonaba el campo, por lo que, tras dos breves enfrentamientos entre tropas venecianas y francesas los días 8 y 9 de abril, Maffei decidió retirarse hacia Verona.

## Los últimos días antes del levantamiento

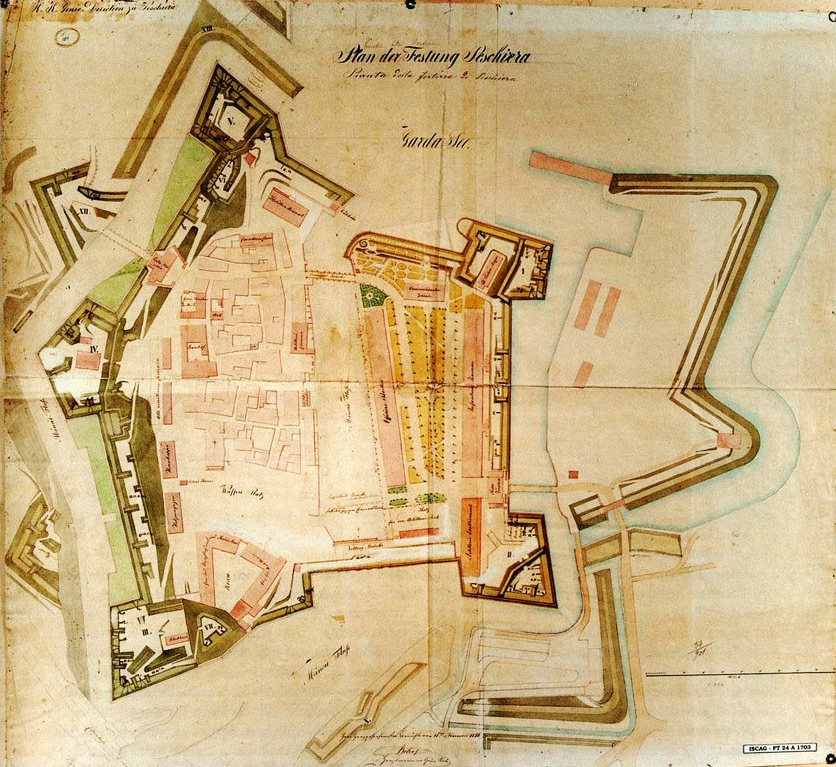
Plano de la fortaleza de Peschiera, ocupada definitivamente por el ejército francés el 15 de abril.

Napoleón estaba convencido de que las últimas fuerzas de la República de Venecia estaban concentradas en la fortaleza de Verona. De hecho, a pesar de los últimos acontecimientos que demuestran la iniciativa francesa, la Serenísima siguió proclamando su neutralidad. Bonaparte envió a Verona un espía, Angelo Pico, que reunió a su alrededor a unos 300 jacobinos veroneses para llevar a cabo una conspiración. Sin embargo, fueron descubiertos por la policía secreta, por lo que el 11 de abril unas patrullas, que excepcionalmente entraron en acción a plena luz del día, detuvieron a la mayoría de ellos en la calle y en sus domicilios, aunque Pico y otros líderes lograron escapar de la captura refugiándose. en los castillos de Verona en manos francesas. Giovanelli fue a protestar fuertemente, pero ni siquiera obtuvo respuesta e, incluso, el comandante Balland, que se abastecía de municiones, ordenó fortificar los castillos hasta tal punto que él y Contarini, preocupados, enviaron una carta urgente al Senado y al dux.
Mientras tanto, las rebeliones de Lonato y Salò fueron reprimidas por los franceses. El 6 de abril Contarini y Giovanelli enviaron a Nogarola a defender las fronteras al este de Verona, cerca de Isola della Scala, para protegerse de posibles ataques desde la retaguardia. El 15 de abril, la fortaleza de Peschiera del Garda, en territorio de Verona, pasó formalmente a ser posesión francesa y al mismo tiempo 400 polacos marcharon hacia Legnago, las cañoneras francesas atacaron el lago de Garda, se detectaron movimientos enemigos cerca de Cerea, donde estaba posicionado Bevilacqua, y Giambattista Allegri se posicionó en el camino a Vicenza.
En Castelnuovo, las tropas francesas pidieron hospitalidad, puesto que formalmente aún prevalecía la neutralidad. Sin embargo, cuando los soldados venecianos se dirigieron a la iglesia, los franceses confiscaron las armas que habían quedado fuera del edificio y a su salida fueron hechos prisioneros, violando así una vez más la teórica neutralidad. Fue entonces cuando Maffei recibió la orden de abandonar el Mincio, dado el considerable riesgo de ser sorprendido por la retaguardia.
En Verona el clima empezaba a ponerse muy tenso. También creció entre los ciudadanos la sospecha de que los judíos podrían ponerse del lado de los franceses y rodear el gueto en busca de armas. Una persona anónima señala que el 16 de abril "nuestro gueto fue rodeado por nuestra gente armada, que arrestó a tres judíos y transportó tres cajas de armas". Sin embargo, las fuentes no mencionan el hallazgo de pruebas que apoyen una participación real pro-francesa de la población judía de Verona.

## Cronología de la insurrección

### 17 de abril
La noche del 16 al 17 de abril de 1797, se publicó en las calles de la ciudad un manifiesto firmado por Francesco Battaia que incitaba a los veroneses a rebelarse contra los franceses y contra los colaboradores locales. El manifiesto, sin embargo, era apócrifo. En realidad era obra de Salvadori, por encargo de Landrieux, y constituía una provocación destinada a proporcionar un pretexto a los franceses para ocupar definitivamente la ciudad.
En el cartel se podía leer lo siguiente:

Noi Francesco Battaia,
Per la Serenissima Repubblica di Venezia Provveditor Estraordinario in Terra Ferma.
Un fanatico andare di alcuni briganti nemici dell'ordine e delle leggi, eccitò la facile Nazione Bergamasca a divenir ribelle al proprio legittimo Sovrano, ed a stendere un'orda di facinorosi prezzolati in altre città e provincie dello Stato, per sommuovere anche quei popoli. Contro questi nemici del Principato noi eccitiamo i fedelissimi sudditi a prendere in massa le armi e dissiparli e distruggerli, non dando quartiere e perdono a chichessia, ancorché si rendesse prigioniero, certo che sì tanto gli sarà dal Governo dato mano e assistenza con denaro e truppe Schiavone regolate, che sono già al soldo della Repubblica, e preparate all'incontro. Non dubiti alcuno dell'esito felice di tale impresa, giacché possiamo assicurare i popoli che l'Armata Austriaca ha inviluppato e completamente battuto i Francesi nel Tirolo e Friuli, e sono in piena ritirata i pochi avanzi di quelle orde sanguinarie e irreligiose, che sotto il pretesto di far la guerra a nemici devastarono paesi e concussero le Nazioni della Repubblica, che gli si è sempre dimostrata amica sincera, neutrale; e vengono perciò i Francesi ad essere impossibilitati di prestar mano e soccorso ai ribelli, anzi aspettiamo il momento favorevole d'impedire la stessa ritirata, alla quale di necessità sono costretti. Invitiamo inoltre gli stessi Bergamaschi, rimasti fedeli alla Repubblica, e le altre Nazioni a cacciare i Francesi dalla città e castelli, che contro ogni diritto hanno occupato e dirigersi ai Commissari nostri Pico Girolamo Zanchi e Dott. Fisico Pietro Locatelli, per avere le opportune istruzioni e la paga di Lire 4 al giorno per ogni giornata in cui rimanessero in attività.
La città e il territorio sono pronti alla difesa, e ognuno sparga il suo sangue per la Patria, pel sovrano e per la buona causa. Viva San Marco! Viva la Repubblica! Viva Verona!

El engaño fue fácilmente descubierto porque, de hecho el manifiesto ya había sido publicado en marzo por algunos periódicos, como el Termometro Politico y el Monitore Bolognese, y, además, Battaia se encontraba en ese momento en Venecia. Los representantes venecianos lo hicieron retirar y en su lugar se publicó un nuevo manifiesto que desmentía el anterior e instaba a la población a la calma. Pero para entonces la insurrección ya se había desencadenado y por la tarde ya había varios combates.

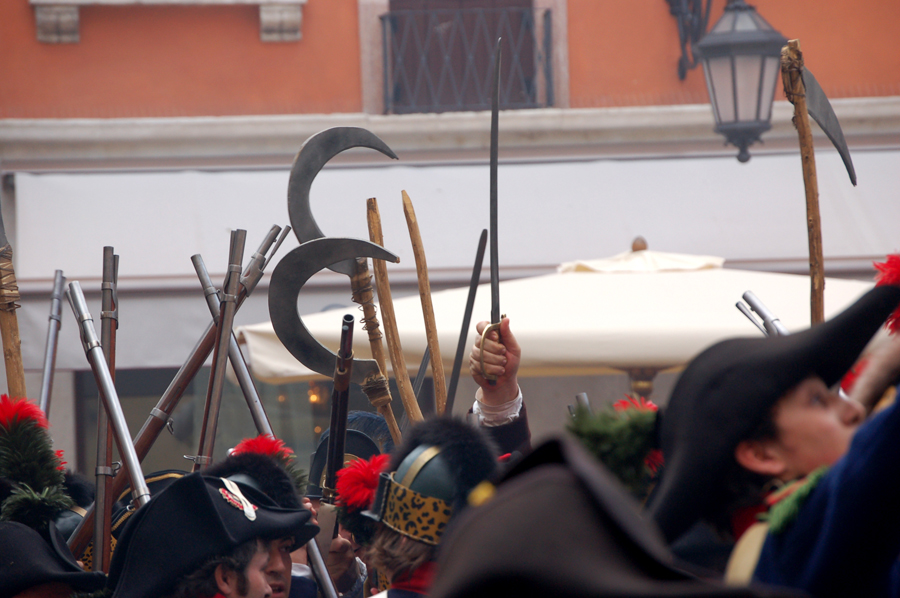
Recreación histórica: los veroneses fueron los grandes protagonistas de las Pascuas veronesas, llevando a cabo ataques por iniciativa propia.

La situación se agravó cada vez más: sobre las dos de la tarde un artillero veneciano fue detenido y, al mismo tiempo, estalló una pelea entre un francés y un croata en una taberna de Via Cappello. El francés se llevó la peor parte y se fue a refugiar con su propia patrulla, que protestó enérgicamente. Fue entonces cuando el pueblo armado corrió en masa y, en medio del alboroto entre el pueblo y los soldados, se disparó un tiro de fusil que puso en fuga a los franceses. Poco después estalló otra pelea en una taberna de Piazza delle Erbe, mientras algunos plebeyos eran detenidos por oficiales del ejército veneciano antes de atacar a los guardias en dos puentes veroneses: el Puente de Piedra y el Puente Nuevo. Luego, los comandantes franceses enviaron algunas tropas a la ciudad y alrededor de 600 hombres a Piazza Bra para seguir la evolución de la situación.
Hacia las cinco de la tarde, por orden del general Balland, se abrió fuego desde los cañones del Castel San Felice (cuartel general francés) y del Castel San Pietro, desde donde numerosos disparos alcanzaron la Piazza dei Signori. La acción francesa se explica por la confianza de sus comandantes en que podrían controlar fácilmente la insurrección, que pretendían utilizar como pretexto para ocupar oficialmente la ciudad.
El primer episodio de la insurrección tuvo lugar en la Piazza d'Armi (Piazza Bra), donde los 600 soldados franceses estaban ubicados en el hospital (donde hoy se encuentra el Palacio Barbieri), mientras que alrededor de 500 soldados venecianos estaban en el Liston y debajo del Grand Guardia. En cuanto se escucharon los primeros cañonazos, los franceses recogieron sus armas y se dirigieron rápidamente hacia Castelvecchio. Mientras los soldados venecianos permanecían desorientados y, como desde hacía meses sus comandantes les habían recordado la importancia de la neutralidad, no sabían cómo comportarse. Por su parte, los veroneses comenzaron a disparar desde los edificios circundantes, hiriendo a algunos soldados enemigos.

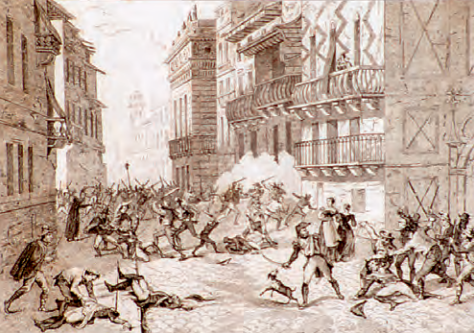
Ilustración de los combates a lo largo del Corso Santa Anastasia tomada del texto France militaire de 1835.

El historiador Bevilacqua escribe que «a medida que crecía el estallido de la artillería, los habitantes salieron de sus casas y corrieron, mal armados, para enfrentarse a las patrullas francesas, que con las bayonetas bajas recorrían la ciudad, que pronto se vieron obligadas a buscar su seguridad huyendo apresuradamente hacia los castillos». El pueblo se enfureció contra las tropas francesas diseminadas por la ciudad y que custodiaban los puentes. Numerosos soldados fueron asesinados o hechos prisioneros, mientras que los huidos se escondieron en las habitaciones de sus camaradas, donde bloquearon las entradas: la gente común, para entrar en esas casas, trepaba incluso a los tejados, mientras los cañonazos de la ciudad continuaba desde las fortificaciones circundantes y Castelvecchio.
Francesco Emilei se encontraba en aquel momento acampado cerca de Lugagnano, a pocos kilómetros de la ciudad, y al enterarse de la noticia de la revuelta se dirigió hacia Verona con sus soldados. Sin embargo, las puertas de la ciudad estaban defendidas por los franceses, que por la mañana habían duplicado las guarniciones. Porta Vescovo fue fácilmente conquistada por Coldogno, mientras que con más dificultad Nogarola conquistó Porta San Giorgio. Emilei conquistó Porta San Zeno desde fuera de la ciudad y pudo entrar con 2 500 voluntarios del cernide, 600 soldados y dos cañones, que dividió en cuatro grupos enviados a diferentes lugares de la ciudad. De esos cuatro grupos, uno fue enviado fuera de Porta Nuova para impedir la fuga de los franceses y otro cerca del Bastione dei Riformati.

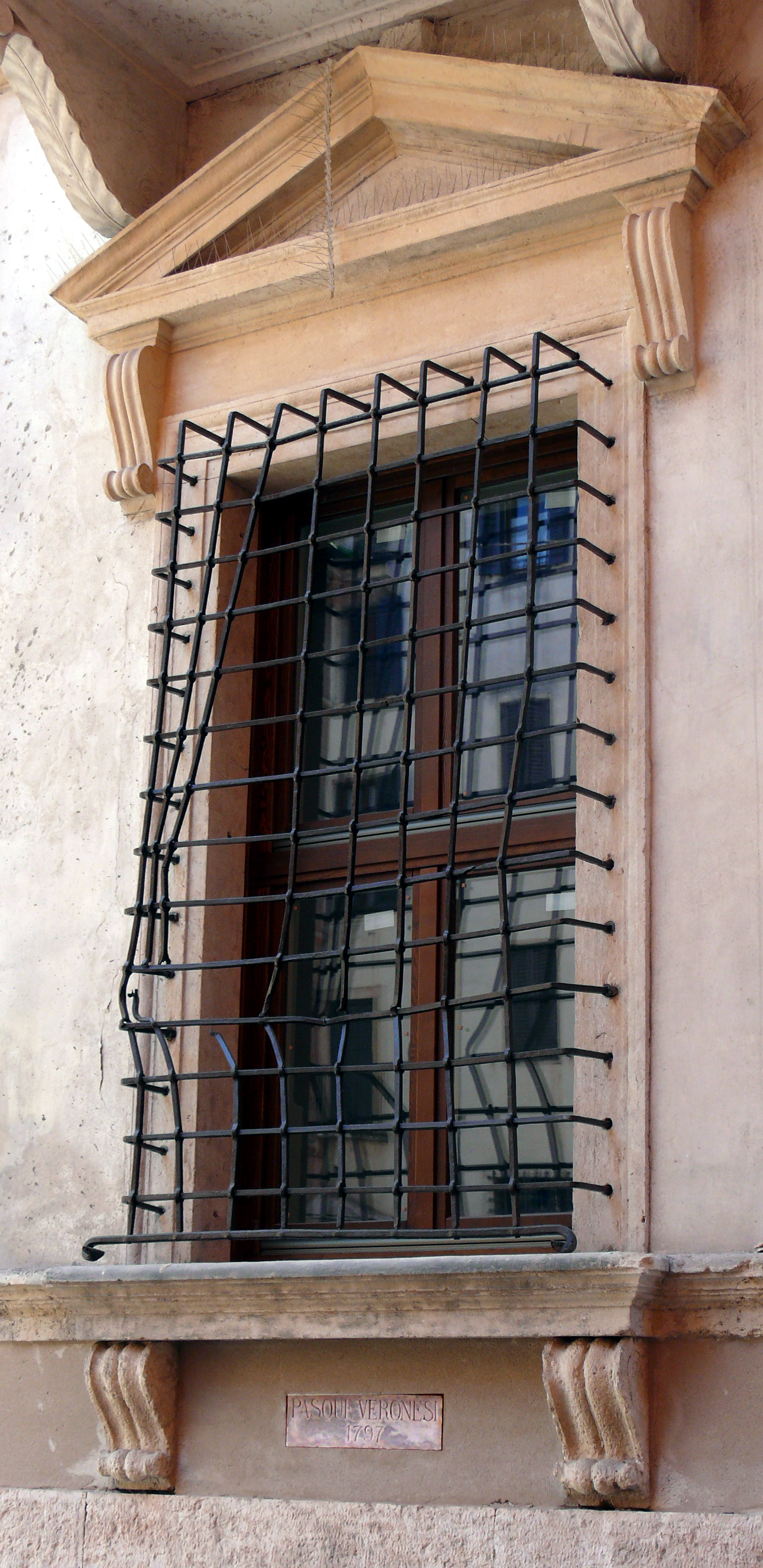
Barandilla deformada del Palacio Pindemonte en via Francesco Emilei, que aún presenta señales de un disparo de cañón de las tropas de Napoleón.

Los civiles, armados con rifles, pistolas, sables, pero también con horcas y palos, había salido a las calles para perseguir a los franceses, matando, hiriendo y capturando a muchos de ellos. Uno de los primeros actos fue la apertura de las prisiones de las que escaparon numerosos soldados austríacos que, una vez liberados, se sumaron a la revuelta.
A última hora de la tarde, los representantes del gobierno veneciano en la ciudad, Iseppo Giovannelli y Alvise Contarini, todavía pensaban que podrían volver al anterior estado de neutralidad, mientras que Emilei, recién conquistada la Porta Nuova, decidió partir hacia Venecia para pedir ayuda del ejército veneciano. En cambio, los dos representantes buscaron un compromiso con la autoridad militar francesa, interrumpiendo el repique de campanas e izando una bandera blanca en la torre Lamberti. Balland hizo detener el bombardeo, aunque la batalla continuó alrededor de Castelvecchio, quedando aislado por los castillos de las colinas y por lo tanto sin poder tener información sobre lo que estaba sucediendo. Así comenzaron las negociaciones, que Balland intentó mantener durante mucho tiempo, a la espera de refuerzos.
La negociación fracasó y los gobernadores venecianos intentaron en vano calmar a la población. Los gobernadores, asustados por la evolución de la situación, en la reunión del 17 y 18 de abril decidieron retirarse a Vicenza y ordenaron, antes de partir, que las tropas no participaran en la batalla. Desde aquí, el 18 de abril, Giovannelli y Contarini, según el plan presentado en la reunión, se dirigirían a Venecia para pedir ayuda al Senado. La orden fue ejecutada inicialmente por Nogarola, Berettini y Allegri, mientras Antonio María Pérez continuaba las operaciones. Mientras tanto, la población seguía atacando los edificios donde había, o se creía que había, soldados franceses, que eran asesinados sistemáticamente, mientras «no se escuchaba más que un grito continuo desde todos los rincones de la ciudad Viva San Marco!»
El mismo día se firmó el armisticio de Leoben entre Napoleón y Austria, en cuyas cláusulas secretas Austria cedió Lombardía y Bélgica a Francia, tomando posesión a su vez de los restantes territorios de la República de Venecia.

### 18 de abril
El día 18 los dirigentes ya habían partido hacia Vicenza. Mientras tanto Emilei se preparaba para llegar a Venecia para contactar con el Senado, y, en Verona, Maffei y los demás jefes militares intentaban organizar el ejército y el pueblo, ya que el administrador Bartolomeo Giuliari no estaba consiguiendo manejar la situación solo. Tan pronto como expiró la tregua, los cañones de los castillos de San Felice y San Pietro comenzaron a disparar de nuevo. Además, desde los dos fuertes iniciaron rápidas incursiones en la ciudad con el objetivo de aliviar la presión sobre Castelvecchio, aunque fueron rápidamente repelidas.
La noticia de la fuga de los dos provveditori enfadó a la población, que siguió actuando sin coordinación, mientras numerosos agricultores y campesinos de las montañas acudían del campo, algunos de ellos ya armados. Giuliari ordenó a los comandantes que proporcionaran armas a quienes no las tuvieran, y también dispuso el establecimiento de una regencia provisional, que se puso en contacto con el general Balland y acordó una tregua de tres horas, incluso si la batalla cerca de Castelvecchio continuaba. Mientras tanto, algunos ciudadanos lograron llevar piezas de artillería al cerro San Leonardo desde donde era más fácil disparar contra los fuertes ubicados en los cerros circundantes, al ser más alto que el cerro San Pietro y las otras colinas veronesas. Poco después se decidió enviar tropas regulares para apoyar a la gente común en la colina.

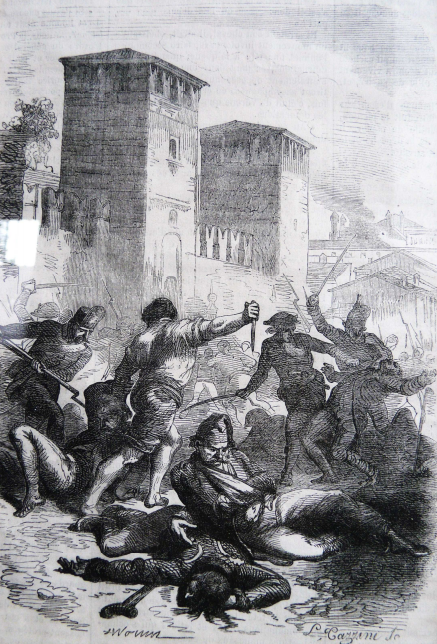
Litografía que representa los combates en las afueras de Castelvecchio, publicada por el Journal pour tous: magasin littéraire illustré en 1862.

El principal objetivo pasó a ser la conquista de Castelvecchio, para lo cual dos piezas de artillería fueron transportadas por el pueblo desde el bastión de España hasta Porta Borsari y cerca del teatro Filarmónico, donde fueron instaladas sobre andamios de madera; Sin embargo, poco después las tropas populares fueron reemplazadas por soldados austriacos, que evidentemente tenían más experiencia. Mientras tanto, también se arrebataron al enemigo otros morteros con los que sitiaron el castillo, mientras el conde Augusto Verità llegaba de Bassano del Grappa y se hacía cargo de los doscientos exprisioneros austríacos. Los franceses cercados en Castelvecchio llevaron un cañón a la torre del reloj y comenzaron a atacar Porta Borsari, pero Augusto Verità respondió ordenando a los artilleros austríacos que bombardearan la torre. Estos lograron destruir el cañón francés: los franceses se vieron obligados a evacuar, mientras otros disparos de artillería austríacos siguieron cobrándose víctimas en las murallas. Poco antes de un nuevo asalto al castillo, un grupo de soldados franceses salió con una bandera blanca, en señal de rendición. El capitán Rubbi con algunos hombres se acercó para negociar: fue entonces cuando los franceses desenmascararon un cañón y comenzaron a atacar, matando a los soldados que habían ido a negociar la rendición y a treinta plebeyos. Se desató así el infierno en torno al castillo, mientras los tiempos de la revuelta estuvieron marcados por la campana de la torre Lamberti, que los franceses intentaron en vano derribar con artillería.
Numerosos campesinos voluntarios siguieron llegando desde las ciudades de la provincia, en su mayoría armados con horcas, palos y pocas armas de fuego. Sobre ellos, Alberghini afirmó que "en el rostro de todos aparecía el deseo de morir por la patria y de exponerse a cualquier prueba". Los agricultores de Vallagarina lograron atacar y conquistar la esclusa cerca de Rivoli Veronese, mientras que los montañeses de Lessinia atacaron los fuertes San Felice y San Pietro desde el norte. Simultáneamente, en la provincia, el conde Miniscalchi controlaba la línea de Garda; Bevilacqua, la de Legnago, y Allegri, la línea de San Bonifacio: las fronteras estaban, por tanto, todas vigiladas y, por el momento, en calma.
El coronel austríaco Adam Albert von Neipperg llegó entonces a la ciudad con un grupo de soldados, quienes informaron a Balland de las negociaciones de Leoben entre el Imperio austríaco y la República Francesa, mientras la población lo acogía con alegría, pensando que había acudido en auxilio de Verona: los veroneses perdieron así la importante contribución imperial. Mientras tanto, entre una tregua y otra, Verona era sistemáticamente bombardeada desde los fuertes y su población seguía luchando encarnizadamente a su alrededor para conquistarlos.

### 19 de abril

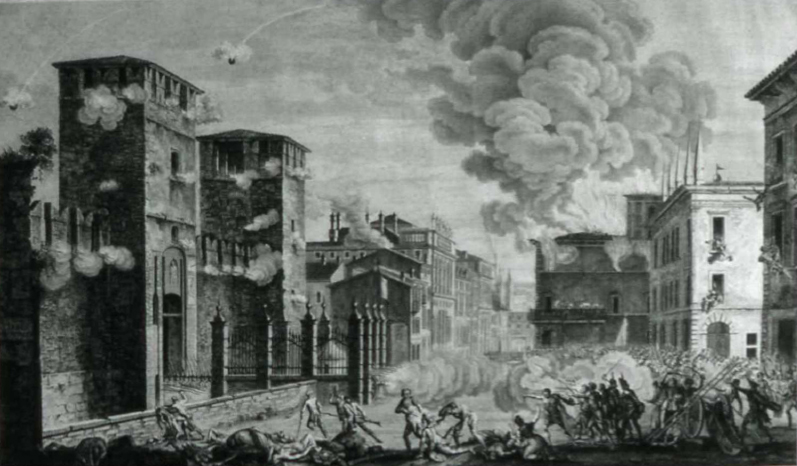
El asalto de Castelvecchio por los veroneses en un grabado de principios del.

El 19 de abril, Bevilacqua fue derrotado en Legnago por las tropas francesas mientras que Miniscalchi fue bloqueado en Bardolino, por lo que, fuera de las murallas, solo resistía Maffei en Valeggio. Decidió replegarse a Sommacampagna con sus 900 infantes y 250 jinetes, para no quedar aislado de las líneas avanzadas francesas: una vez en Sommacampagna, dejó el mando a Ferro y regresó a Verona en busca de órdenes. El mismo día, Emilei regresó de Venecia, sin la ayuda esperada, mientras que en Vicenza los dos representantes, persuadidos por Erizzo, decidieron regresar y reanudar las negociaciones con Balland: el general respondió que si desarmaban a la población abandonaría la ciudad. con sus hombres pero, tras el episodio de Castelvecchio, ni siquiera los dos representantes le creyeron.
Tras el inútil intento de mediación, Contarini y Giovannelli organizaron al pueblo que, al grito de "queremos guerra", se dispuso a una defensa total de la ciudad, como lo demuestra una proclama en la que afirman que "para eliminar la confusión y el desorden, que podría ser fatal para el bien de todos, queda confiado a los fieles de Verona que deben retirarse a sus respectivos barrios. Allí se les asignarían jefes, se les agruparía, y se les transmitirían las órdenes de las autoridades, trabajando siempre para asegurar la salvación común."

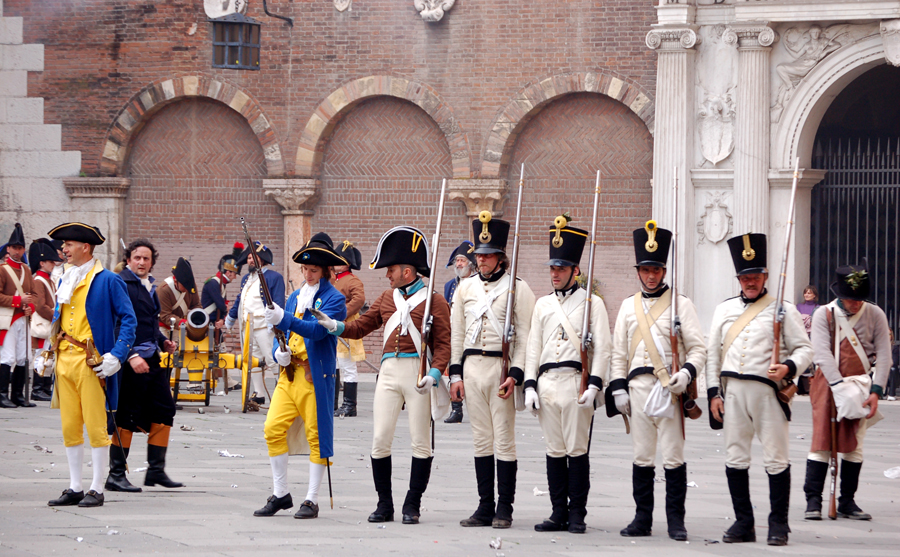
Recreación histórica: figuras vestidas como soldados austriacos con uniformes blancos. Este último, liberado del cautiverio francés, participó en parte de la revuelta. Los artilleros venecianos vestían túnicas marrones y blancas y la Guardia Noble Veronesa vestía un uniforme azul y dorado.

Así continuó la batalla, especialmente en Castelvecchio, donde, sin embargo, los cañones, habiendo vuelto a las manos inexpertas de los veroneses, que no fueron capaces de causar daños importantes. Mientras tanto, desde la colina de San Leonardo proseguía el bombardeo de los fuertes, provocando numerosos incendios en la ciudad, agravando aún más los daños de los ataques franceses: estos, a través de breves incursiones en el exterior, incendiaron los edificios circundantes pertenecientes a familias nobles, provocando así las llamas numerosas obras de arte. Durante una de estas "escapadas" para atacar, que tuvo como punto de origen Castelvecchio, los franceses lograron incendiar el palacio Liorsi y el palacio Pérez, aunque sólo regresaron cinco soldados, ya que los demás murieron a manos del pueblo.
Cerca del hospital de Sanmicheli, que estaba ocupado por los franceses, pasaba un grupo de campesinos armados camino a la ciudad, cuando desde el hospital se escucharon algunos disparos de fusil: los campesinos, enfurecidos, derribaron las puertas y eliminaron a los seis soldados que encontraron en el interior.
Por la tarde, Neipperg abandonó Verona junto con sus soldados, dado que la tregua entre Francia y Austria duraría una semana. Por otro lado advirtió a la población de que si resistían hasta que expirara la tregua, volvería en su ayuda. Mientras tanto, un grupo de exploración francés se acercó a Porta San Zeno, pero tuvo que alejarse inmediatamente debido a la llegada de cañonazos desde las murallas. Al mismo tiempo, varias columnas de soldados se enfrentaron a los soldados comandados temporalmente por Ferro, ocupando la línea de Chievo a Santa Lucía. Unos 6 000 hombres de Chabran se habían posicionado en esta línea, mientras los hombres de Víctor y Miollis todavía se acercaban a la ciudad.

### 20 y 21 de abril
A la mañana siguiente, Maffei salió con los hombres disponibles desde Porta San Zeno para intentar romper la línea enemiga y ayudar a la retirada hacia la ciudad de las tropas venecianas comandadas por Ferro, aún aisladas. El ataque de Maffei, sin embargo, fue repelido por Landrieux, mientras que Ferro, que contaba entre sus tropas con quinientos infantes del IV regimiento de Treviso, cuatrocientos schiavoni, doscientos cincuenta jinetes y ocho cañones, pudo reforzarse con más de cuatro mil voluntarios (que se habían reunido espontáneamente en Sommacampagna después del cerco), que sin embargo no podían ser utilizados en una posible batalla, ya que no estaban entrenados ni bien armados.

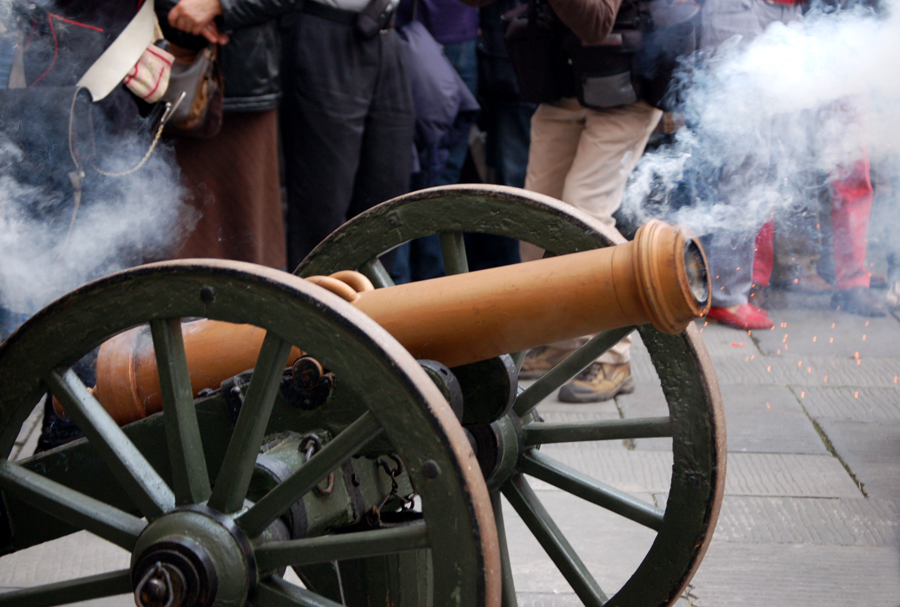
Recreación: La artillería francesa fue crucial durante toda la revuelta, empleada principalmente por los fuertes para bombardear la ciudad desde arriba.

El ataque de Ferro se inició en Santa Lucía, donde el comandante veneciano logró vencer a los franceses empujándolos hacia el norte, primero hasta San Massimo, luego hasta Croce Bianca, donde lograron resistir el contraataque. Sin embargo, debido a un error fatal, en cierto momento se dio la señal de retirada, por lo que la caballería se replegó en lugar de cargar, provocando así la derrota de la infantería, que sin embargo pudo retirarse dentro de las murallas. Al final de la batalla entre soldados de infantería y  schiavoni había cuatrocientos supervivientes, mientras que los soldados de caballería no sufrieron pérdidas importantes. Los franceses volvieron así a ocupar sus posiciones anteriores y se acercaron a Porta Nuova y Porta Palio, donde, sin embargo, fueron repelidos por los cañones.
Se reanudaron entonces las negociaciones entre venecianos y franceses, exigiendo la rendición incondicional. Mientras tanto, llegaban otros voluntarios de la zona del Bajo Veronés y, además de Verona, Pescantina también repelía los asaltos franceses, que no conseguían cruzar el Adigio.
El 21 de abril, los franceses lograron cruzar el Adigio aguas arriba de Pescantina. En Verona continuaba el asedio de Castelvecchio, mientras que la batería de la colina de San Leonardo era capturada. Se iniciaron nuevas negociaciones en las que participaron Giovanelli, Emilei, Giusti, Chabran, Chevalier (cuya presencia indicaba que la ciudad estaba ahora rodeada) y Landrieux, que resultaron infructuosas. Ya no había esperanzas de victoria para la población local, a pesar de que 400 infantes y alrededor de 1 000 cernidi habían llegado de Vicenza bajo el mando del conde Erizzo, ya que la ciudad estaba ahora rodeada por 15 000 soldados franceses.

### 22 y 23 de abril

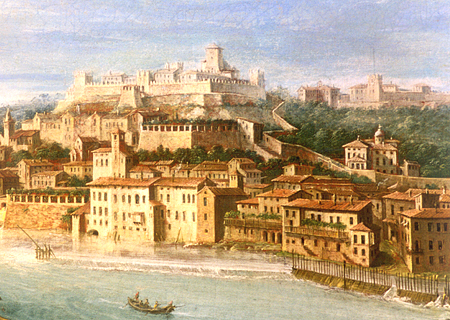
El Castel San Pietro, en lo alto de la colina desde la que dominaba la ciudad, tal como se veía durante la insurrección.

En la mañana del 22 de abril, los franceses llevaron algunos cañones a Porta San Zeno con la intención de demolerla, pero fueron detenidos por los cañonazos disparados desde las murallas por algunos ciudadanos, que les obligaron una vez más a retirarse. Mientras tanto, los soldados que aún se encontraban dentro de Castelvecchio se encontraban en serias dificultades. También hubo un intento fallido de reconquistar el cerro San Leonardo. La pólvora y las municiones se estaban acabando y los alimentos ya no eran suficientes para la población, dado que la ciudad estaba llena de voluntarios y soldados. El mismo día llegó una carta del Senado invitando a la ciudad a rendirse. Las principales autoridades de Verona tuvieron que reunirse para decidir qué hacer. Durante la reunión se concluyó que nunca llegarían refuerzos, por lo que era necesario prepararse para la rendición. Los jefes militares recorrieron las calles invitándoles a detener los combates: «muchos oficiales venecianos salieron e, influenciados por las cargas venecianas, visitaron todos los distritos de Verona proclamando una tregua y exhortando a todos los habitantes a desistir de cualquier acto de hostilidad, ya que se trataba de paz. Los mejores ciudadanos no tardaron en unirse a ellos para calmar al pueblo, sus consejos no fueron inútiles y la multitud se dejó persuadir por las voces de la razón y la necesidad. : satisfecha de no abandonar sus puestos de defensa, permaneció allí tranquila y nunca volvió a disparar un cañón o un rifle. Así terminó una batalla que comenzó dentro de nuestros muros a las 21 horas italianas del 17 de abril y se prolongó sin interrupción hasta alrededor de las 21 horas del día 23, con el choque de armas, el clamor de voces, el movimiento continuo de un gran grupo. población, seguido de un silencio oscuro, un descanso tranquilo, una inmovilidad salvaje". 
Ya era evidente que los veroneses, aunque habían logrado contrarrestar las incursiones de las patrullas francesas y resistido los cañonazos de la ciudad, no habrían podido resistir solos el asedio de 15 000 soldados, por lo que el 23 de abril se tomó la decisión de rendirse y se envió un mensaje a Balland solicitando un armisticio de 24 horas. El comandante concedió entonces una tregua hasta el mediodía del día siguiente.
Al final de los enfrentamientos, los franceses muertos ascendieron a 500 soldados, alrededor de un millar de heridos y 2 400 prisioneros (incluidos 500 soldados y 1 900 de sus familiares).  Por tanto, de los 3 000 soldados franceses de la guarnición aproximadamente 2 000 (muertos, heridos y prisioneros) quedaron fuera de combate.